# Електронне нейтрино
Електронне нейтри́но — одне з трьох підвидів нейтрино, стабільна елементарна частинка, електрично нейтральна,  з групи лептонів зі спіном 1/2 {\displaystyle \hbar }. Бере участь лиш у слабкій і гравітаційній взаємодіях. Є першим передбаченим та відкритим підвидом нейтрино. Належить до першого покоління частинок наряду з електроном, від якого й отримала свою назву. Як і будь-яке нейтрино надзвичайно мляво взаємодіють з речовиною, через що майже абсолютно вільно перелітає будь-яку перешкоду. Вільно осцилює в та з інших підвидів нейтрино - мюоного і тау-лептонного нейтрино. Античастинка — електронне антинейтрино.

## Передбачення
В 1910-х рр при в рамках дослідження радіоактивних процесів було виявлено що під час β-розпаду енергія електронів варіюється в дуже широких межах і безперервним спектром.  Попри те що в інших радіоактивних процесах енергія частинок змінюється дискретно. Окрім того, було виявлено що енергія новоутвореного електрона та атомного ядра менша аніж ядра атома до β-розпаду. Це ставило під сумнів закон збереження енергії. Також не спрацьовувала статистика кутових моментів частинок до і після розпаду.
В 1930 4 грудня Вольфганг Паулі в листі висловив припущення, що в ядрі існує електрично нейтральна частинка зі спіном 1/2, масою менше ніж 1% від маси протона, яку він назвав "нейтроном". Така частинка пояснила б усі невідповідності. 
В 1932 Джеймс Чедвік відкрив частинку, яка не має електричного заряду, має спін 1/2, щоправда, за масою вона виявилася навіть трохи важчою за протон. Ця частинка отримала назву "нейтрон". Частинка передбачена Паулі залишалася невідкритою.
За пропозицією Енріко Фермі, який в 1934 розробив математичну теорію β-розпаду за участю частинки, її перейменували на "нейтрино".  Того ж року на основі цих математичних викладок Ганс Бете і Рудольф Пайєрлс розрахували що нейтрино з енергією кілька MeB майже не взаємодіє зі звичайною матерією. Настільки слабко що здатне без суттєвих втрат здолати 1000 св.р матерії (наприклад зрідженого водню). Це робило дуже маловірогідним її експериментальне підтвердження. 

## Відкриття
В 1946 року Бруно Понтекорво запропонував метод детектування нейтрино за допомогою реакції перетворення ядер хлору на ядра радіоактивного аргону. 
У 1956 році команді фізиків під очільництвом Фредеріка Райнеса та Клайда Ковена вдалося експериментально зафіксувати трек нейтрино. В 1995-му за це відкриття Райнесу вручили Нобелівську премію з фізики. Ковен не дожив до цієї події. 
На ядерному комплексі Саванна Рівер в штаті Південна Кароліна (США) збудували контейнер з водним розчином хлориду кадмію (CdCl2). Внаслідок β-розпадів (уточнення: зворотний бета-розпад) ядер урану та плутонія щосекунди генерувався потік порядка 1012 антинейтрино на 1 см2. Згідно з теорією Фермі антинейтрино і протон (ядро гідрогену) при зіткненні породжували позитрон та нейтрон. Виниклі позитрони анігілювали з електронами, при анігіляції виникала пара гамма-квантів з енергією порядка 0.5 МеВ. Нейтрони своєю чергою поглиналися ядрами кадмію, яке випускали гамма-кванти іншої частоти. Аналіз статистики частот гамма-квантів і дозволив довести існування невловних нейтрино. 
Ядерна реакція з поглинанням антинейтрино:

{\displaystyle {\bar {\nu }}_{e}+p\to n+e^{+}}

## Дослідження

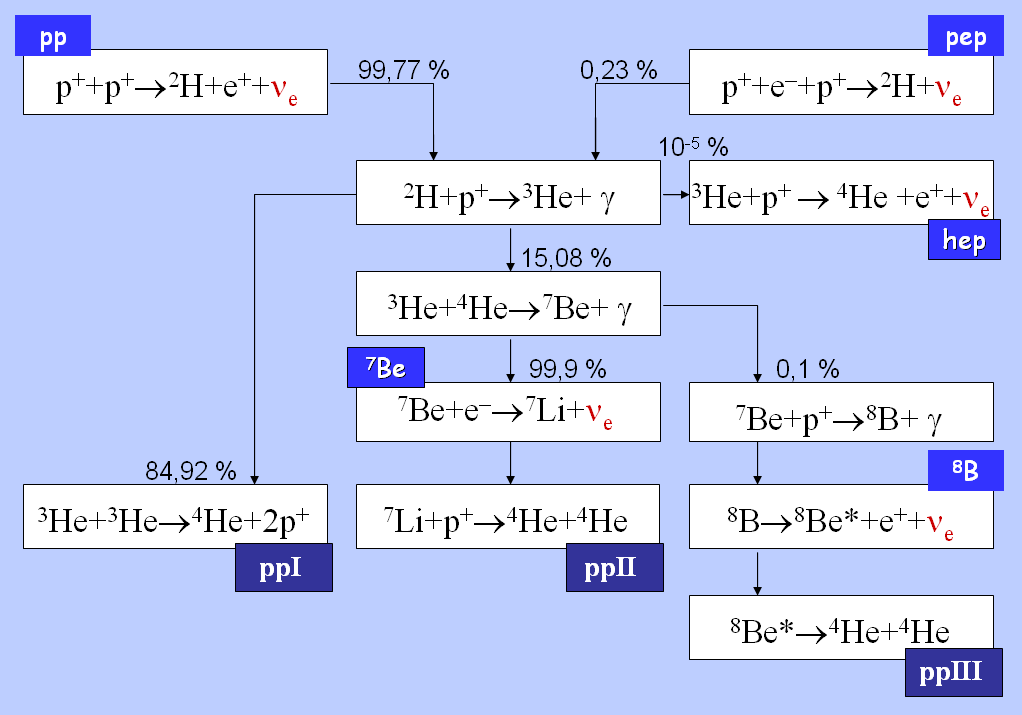
Схема термоядерних реакцій в ядрі Сонця, та виділення електронних нейтрино.

Всі попередні теоретичні і експериментальні дослідження виходили з існування лише одного підвиду нейтрино/антинейтрино, яке виникає при утворенні позитрона/електрона. Потужним генератором нейтрино є Сонце, в ядрі якого відбувається нуклеосинтез: з протонів формуються ядра гелію та часом важчих елементів (металів).
Наступного року після детекції нейтрино було виявлено що нейтринні детектори вловлюють втричі менше нейтрино, аніж мало б бути згідно з розрахунками щодо термоядерних реакцій в надрах Сонця. При цьому інші вимірювання енерговиділення Сонця узгоджувалися з теоретичними розрахунками. Дефіцит нейтрино здобув назву "проблема сонячних нейтрино". 